# ルートヴィヒ・ミース・ファン・デル・ローエ
ルートヴィヒ・ミース・ファン・デル・ローエ（Ludwig Mies van der Rohe、1886年3月27日 – 1969年8月17日）は、20世紀のモダニズム建築を代表する、ドイツ出身の建築家。ル・コルビュジエ、フランク・ロイド・ライトと共に、近代建築の三大巨匠、あるいは、ヴァルター・グロピウスを加えて、四大巨匠とみなされる。

## 経歴
ミースは、ドイツのアーヘンに、墓石や暖炉を主に扱う石工のネーデルラント系の父ミヒャエル・ミースと母アマーリエ・ミース（旧姓ファン・デル・ローエ）の息子として生まれた。大学で正式な建築教育を受けることなく、地元の職業訓練学校で製図工の教育を受けた後、リスクドルフの建築調査部で漆喰装飾のデザイナーとして勤務。
1906年にブルーノ・パウルの事務所に勤務。パウルの事務所の同僚の紹介により、1907年に最初の作品であるリール邸を手がけている。この仕事が認められたことにより、1908年から1912年まで建築家ペーター・ベーレンスの事務所にドラフトマンとして在籍し、建築を学ぶことになる。1912年、独立して事務所を開設。
1913年、アダ・ブルーンと結婚。アダの紹介によりベルリン近郊の富裕層の住宅の設計を手がける。1927年、ドイツ工作連盟主催のシュトゥットガルト住宅展に参加し、ベーレンス、ヴァルター・グロピウス、ル・コルビュジエ、ブルーノ・タウトらと共に、実験的な集合住宅を建設した。

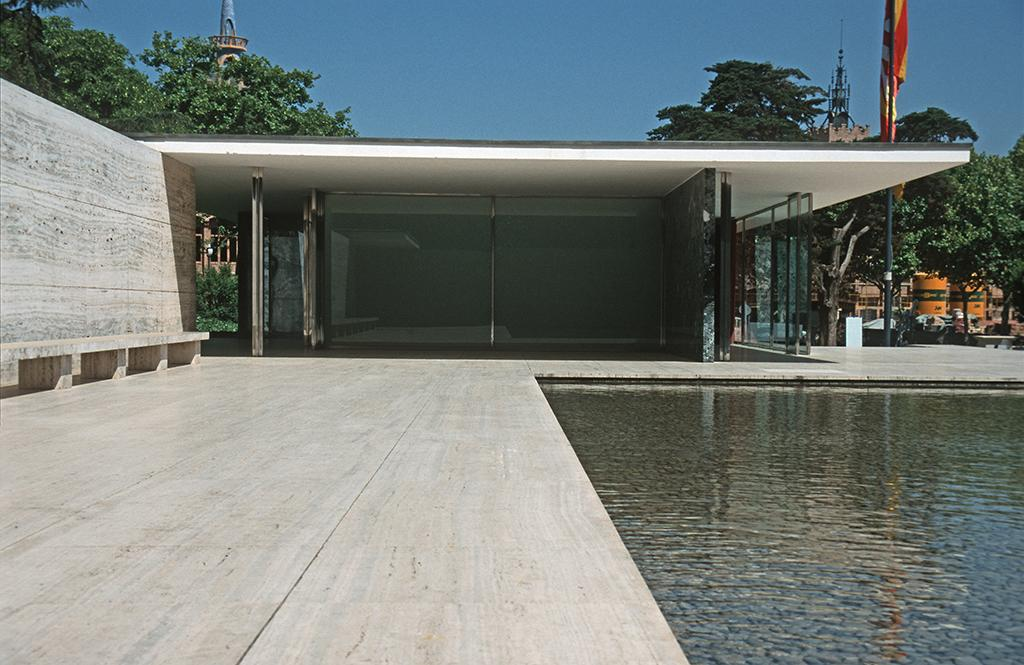
バルセロナ・パビリオン（復元建築）

1929年のバルセロナ万国博覧会で建設されたドイツ館、バルセロナ・パビリオン（Barcelona Pavilion）は、鉄とガラスで構成され、大理石の壁を配したもの。モダニズムの空間を実現したものとして、建築史上有名。なお、同館のためにミースがデザインしたバルセロナ・チェアもモダンデザインの傑作として知られる。パビリオンは、博覧会終了後に取り壊されたが、1986年に同じ場所に復元され、「ミース・ファン・デル・ローエ記念館」となっている。
グロピウスの推薦で、1930年からバウハウスの第3代校長を務めた。ナチスによってバウハウスが閉鎖（1933年）された。ミース自身も作風が十分に「ドイツ的」（アーリア人の意）でないとナチスに判断された。その結果、ミースはドイツ国内での依頼を受けることができなくなり、数年間はほとんど建築を手がけなかった為、1937年にアメリカに亡命した。1938年から58年、シカゴのアーマー大学（後のイリノイ工科大学）建築学科の主任教授を務め、クラウン・ホールをはじめとする同大学のキャンパス計画を手がけた。1944年には、アメリカ市民権を獲得。

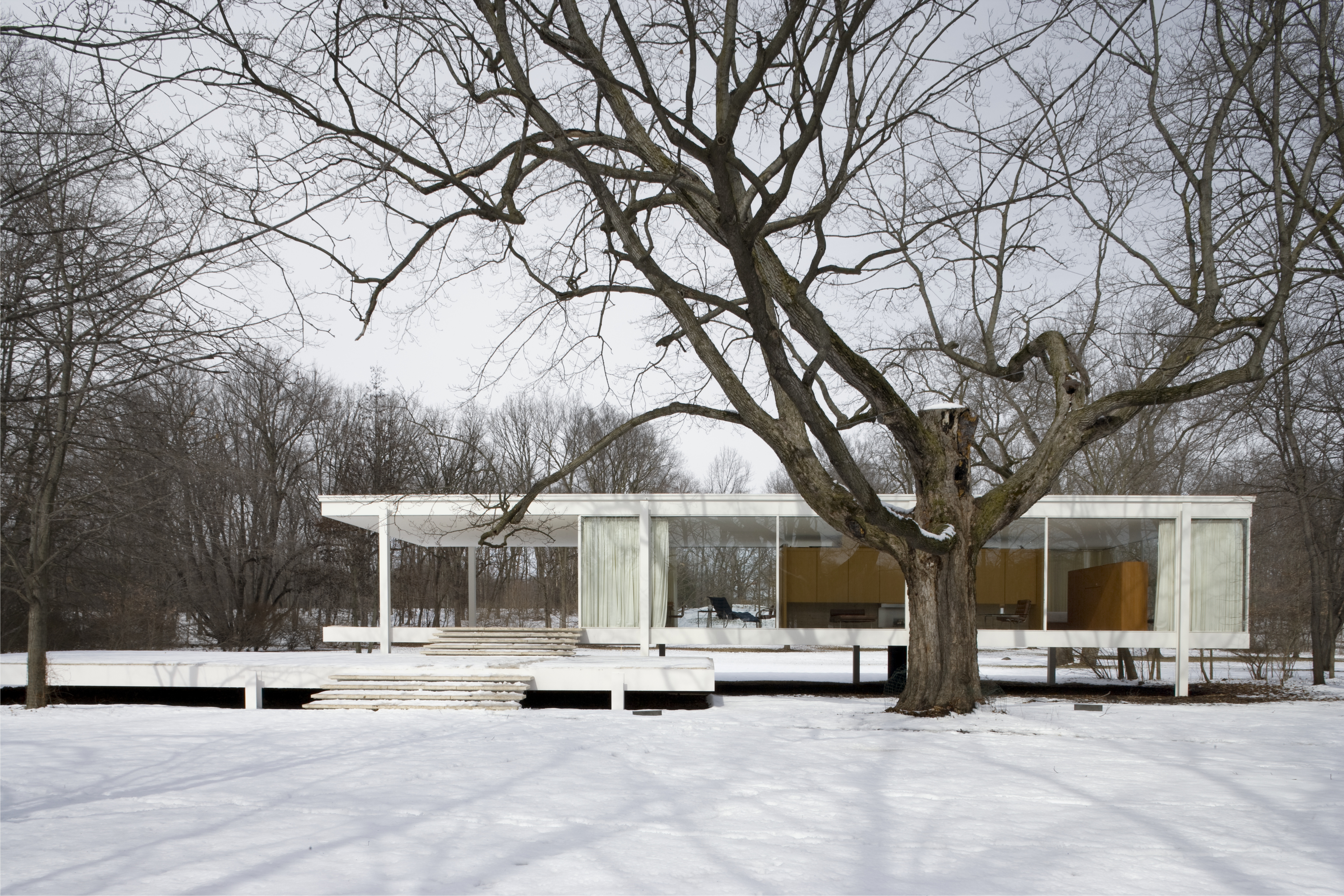
ファンズワース邸

四方をガラスの壁で囲んだファンズワース邸（1951年 アメリカイリノイ州）も代表作の1つ。鉄骨による構造の特色を活かし、ユニバーサルな居住空間をもつように設計されたモダニズム建築の一典型。中央コア部分以外は、間仕切りをもたず、外壁がすべてガラスとなっている。週末別荘として建てられたもので、建設費が当初予算を大幅に超えたため、施主のエディス・ファンズワースと訴訟沙汰になったがミースが勝訴した。2003年にオークションに出され、地元のナショナルトラストが取得した。

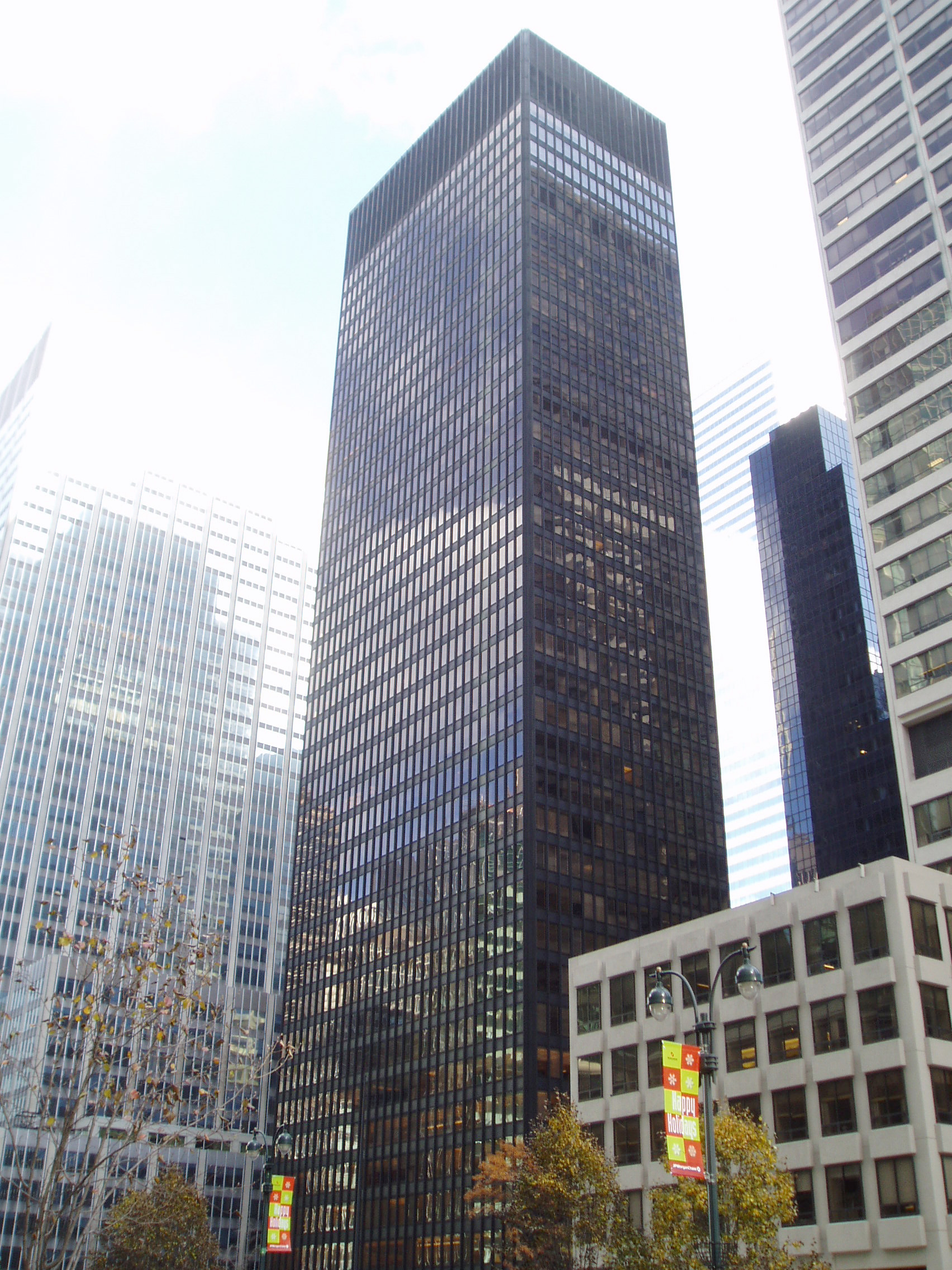
シーグラム・ビルディング

超高層ビルの実作品として、ニューヨークのシーグラム・ビルディング（1958年竣工）があるが、モダニズムの超高層ビルの中では、SOMのリーバ・ハウス（1952年竣工）と並んで、最も優れたデザインの超高層ビルともいわれている。
他の代表作に、ブルノのトゥーゲントハット邸（1930年 チェコスロヴァキア）、レイクショアドライブ・アパートメント（1951年 シカゴ）、ベルリン国立美術館・新ギャラリー（1968年 西ベルリン）などがある。

## 作品

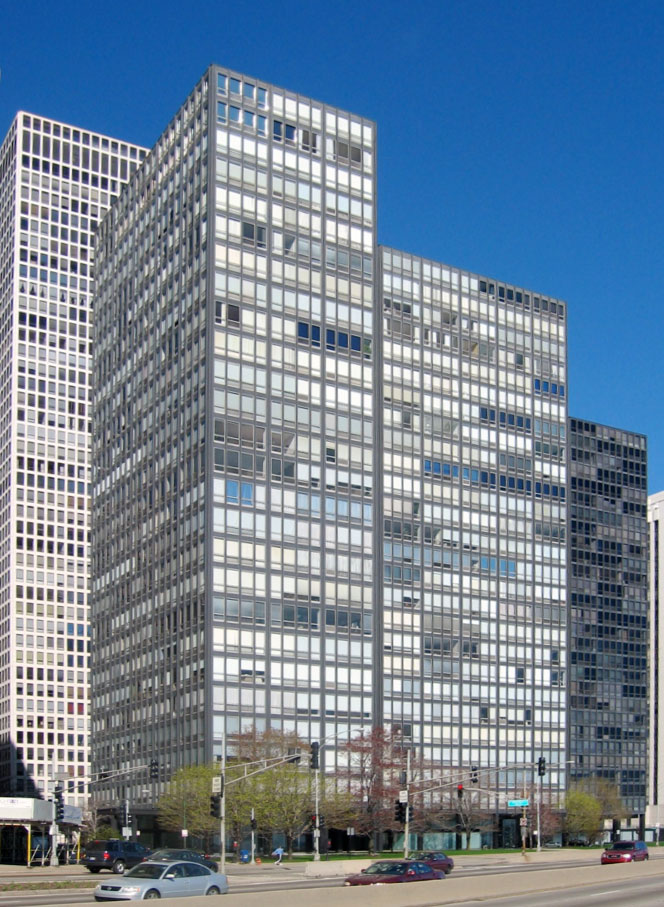
レイクショアドライブ・アパートメント

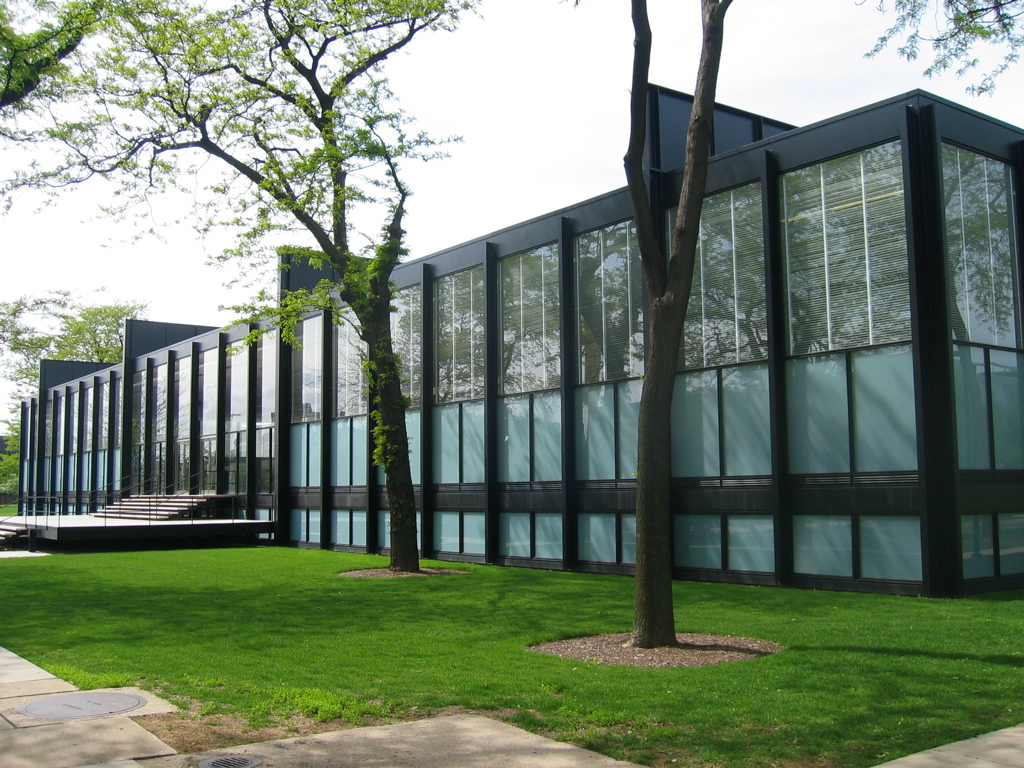
イリノイ工科大学クラウンホール

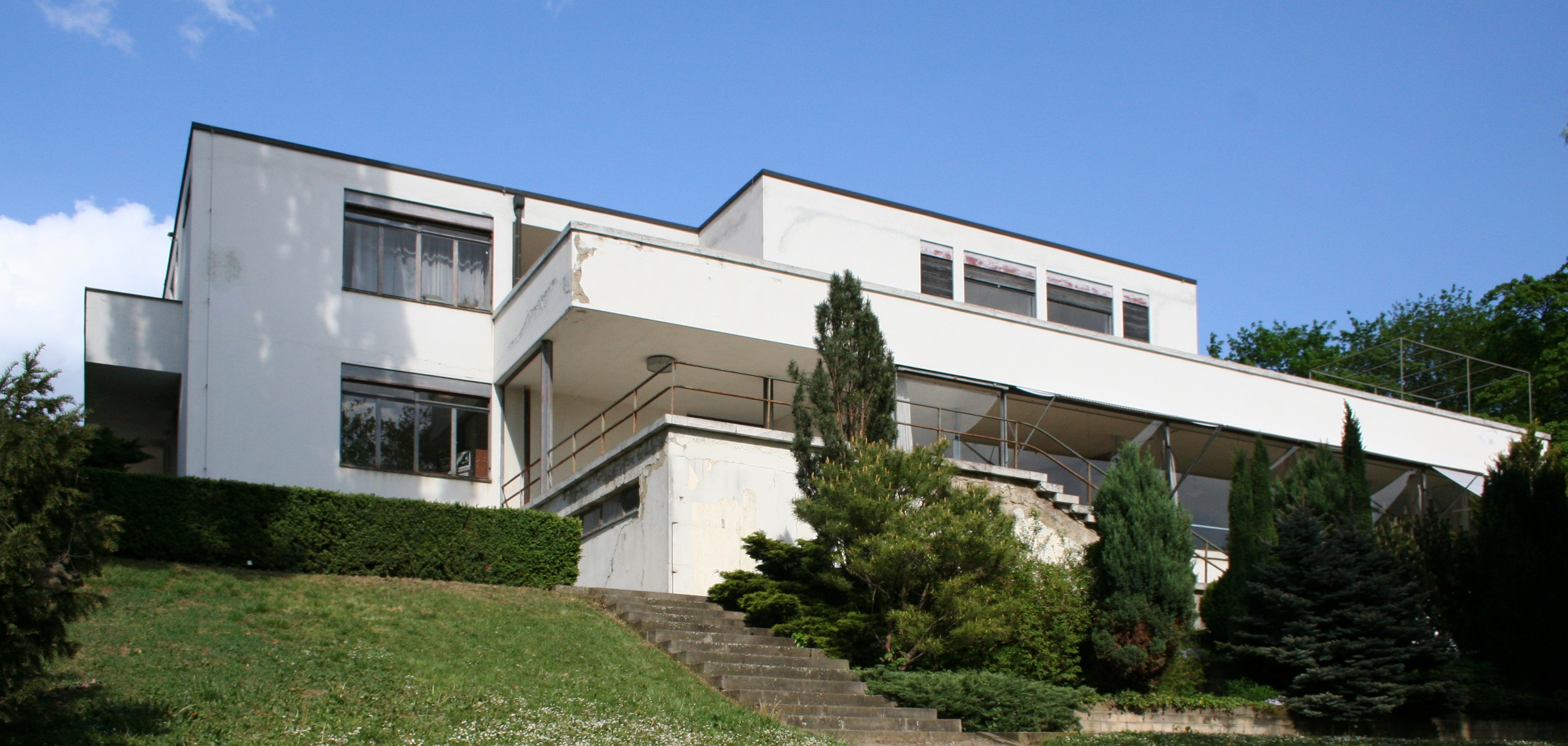
トゥーゲントハット邸

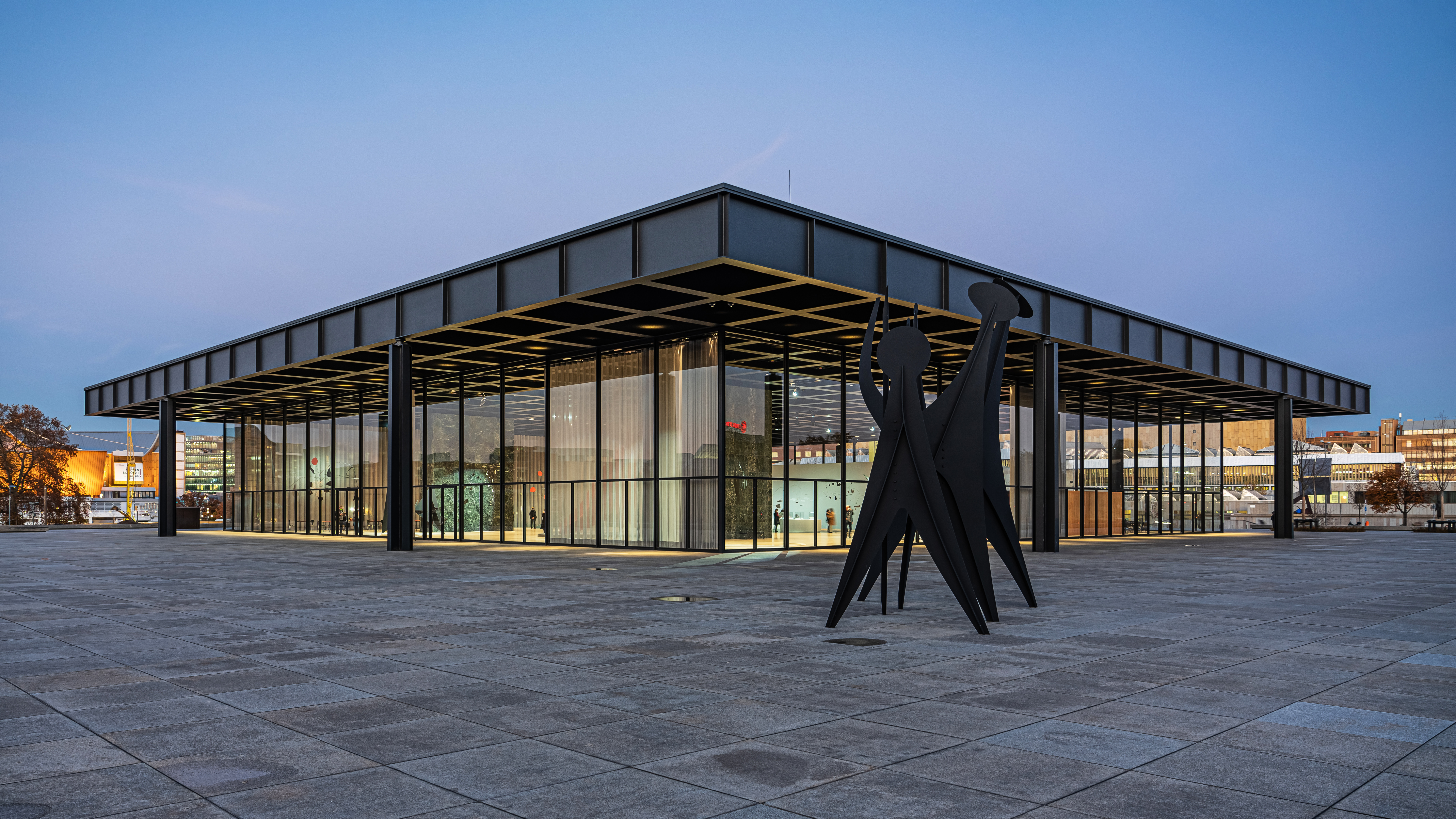
ベルリン国立美術館・新ギャラリー

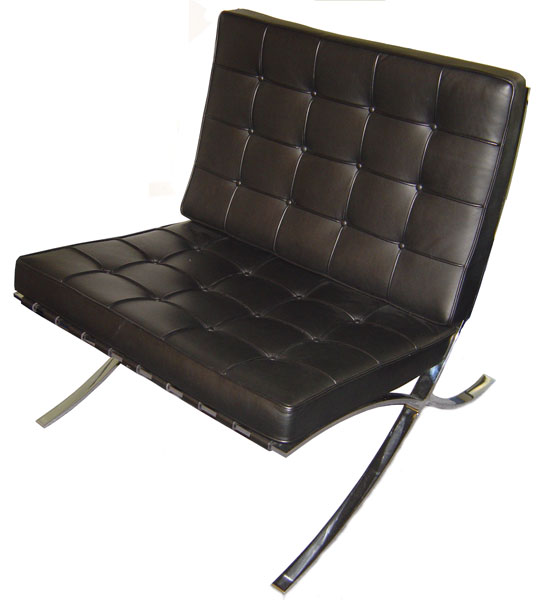
バルセロナチェア

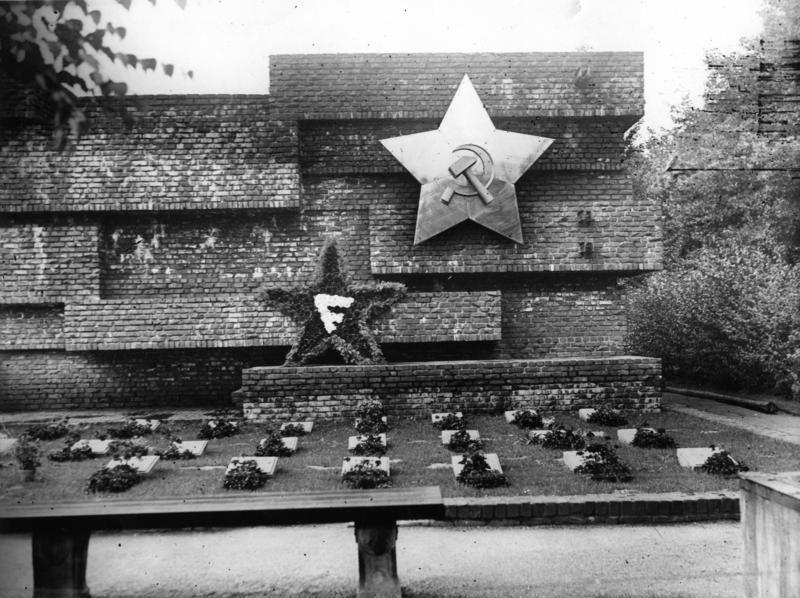
スパルタクス団蜂起の記念碑

### 建築
| 名称                                             | 竣工年 | 所在地             | 国             | 備考                   |
| ------------------------------------------------ | ------ | ------------------ | -------------- | ---------------------- |
| リール邸                                         | 1907年 | ポツダム           | ドイツ         |                        |
| ペルルス邸                                       | 1911年 | ベルリン           | ドイツ         |                        |
| ヴェルナー邸                                     | 1913年 | ベルリン           | ドイツ         |                        |
| ウルヴィッヒ邸                                   | 1917年 | ポツダム           | ドイツ         |                        |
| フリードリヒ街のオフィスビル案                   | 1921年 | ベルリン           | ドイツ         | 実現せず               |
| ガラスのスカイスクレーパー案                     | 1922年 |                    | ドイツ         | 実現せず               |
| ケンブナー邸                                     | 1922年 | ベルリン           | ドイツ         |                        |
| アイヒシュテット邸                               | 1922年 | ベルリン           | ドイツ         |                        |
| フェルドマン邸                                   | 1922年 | ベルリン           | ドイツ         |                        |
| ライダー邸                                       | 1923年 | ヴィースバーデン   | ドイツ         |                        |
| 煉瓦造田園住宅案                                 | 1924年 |                    |                | 計画案                 |
| ヴォルフ邸                                       | 1925年 | グーベン           | ポーランド     | 現存せず               |
| モスラー邸                                       | 1926年 | ポツダム           | ドイツ         |                        |
| アフリカ通りの集合住宅                           | 1927年 | ベルリン           | ドイツ         |                        |
| ヴァイセンホーフ・ジードルング                   | 1927年 | シュトゥットガルト | ドイツ         |                        |
| バルセロナ・パビリオン                           | 1929年 | バルセロナ         | スペイン       |                        |
| ランゲ邸とエスタース邸                           | 1930年 | クレーフェルト     | ドイツ         |                        |
| トゥーゲントハット邸                             | 1930年 | ブルノ             | チェコ         |                        |
| レムケ邸                                         | 1932年 | ベルリン           | ドイツ         |                        |
| フェルサイダック社絹工場                         | 1936年 | クレーフェルト     | ドイツ         |                        |
| イリノイ工科大学鉱物金属研究棟                   | 1943年 | シカゴ             | アメリカ合衆国 |                        |
| イリノイ工科大学工学研究棟                       | 1945年 | シカゴ             | アメリカ合衆国 |                        |
| イリノイ工科大学同窓会館                         | 1946年 | シカゴ             | アメリカ合衆国 |                        |
| イリノイ工科大学ウィシュニック・ホール           | 1946年 | シカゴ             | アメリカ合衆国 |                        |
| イリノイ工科大学ペルスタイン・ホール             | 1946年 | シカゴ             | アメリカ合衆国 |                        |
| プロモントリィ・アバートメント                   | 1949年 | シカゴ             | アメリカ合衆国 |                        |
| イリノイ工科大学ボイラー棟                       | 1950年 | シカゴ             | アメリカ合衆国 |                        |
| イリノイ工科大学ガス工学研究所                   | 1950年 | シカゴ             | アメリカ合衆国 |                        |
| シェリダン-オークデイル・アパートメント          | 1951年 | シカゴ             | アメリカ合衆国 |                        |
| レイクショア・ドライブ・アパートメント           | 1951年 | シカゴ             | アメリカ合衆国 |                        |
| アルゴンキン・アパートメント                     | 1951年 | シカゴ             | アメリカ合衆国 |                        |
| ファンズワース邸                                 | 1951年 | プレイノ           | アメリカ合衆国 |                        |
| ロバート・H・マコーミック邸                      | 1952年 | エルムハースト     | アメリカ合衆国 | 現エルムハースト美術館 |
| イリノイ工科大学機械工学棟                       | 1952年 | シカゴ             | アメリカ合衆国 |                        |
| イリノイ工科大学カー・メモリアル・チャペル       | 1952年 | シカゴ             | アメリカ合衆国 |                        |
| イリノイ工科大学アメリカ鉄道協会事務棟           | 1953年 | シカゴ             | アメリカ合衆国 |                        |
| イリノイ工科大学カルマンホール                   | 1953年 | シカゴ             | アメリカ合衆国 |                        |
| ヒューストン美術館カリナンホール                 | 1954年 | ヒューストン       | アメリカ合衆国 |                        |
| イリノイ工科大学カニンガムホール                 | 1955年 | シカゴ             | アメリカ合衆国 |                        |
| イリノイ工科大学ベイリーホール                   | 1955年 | シカゴ             | アメリカ合衆国 |                        |
| イリノイ工科大学学生食堂                         | 1955年 | シカゴ             | アメリカ合衆国 |                        |
| イリノイ工科大学クラウンホール                   | 1956年 | シカゴ             | アメリカ合衆国 |                        |
| エスプラネード アパートメント                    | 1956年 | シカゴ             | アメリカ合衆国 |                        |
| コモンウエルス・プロムナード・アパートメント     | 1956年 | シカゴ             | アメリカ合衆国 |                        |
| イリノイ工科大学物理学・電気工学研究棟           | 1957年 | シカゴ             | アメリカ合衆国 |                        |
| イリノイ工科大学シーゲル・ホール                 | 1957年 | シカゴ             | アメリカ合衆国 |                        |
| シーグラム・ビルディング                         | 1958年 | ニューヨーク       | アメリカ合衆国 |                        |
| ヒューストン美術館キャロライン・ワイス・ロウ棟   | 1958年 | ヒューストン       | アメリカ合衆国 |                        |
| 1959 ニコレット・プレイス                        | 1959年 | デトロイト         | アメリカ合衆国 |                        |
| パビリオン＆コロネード・アパートメント           | 1960年 | ニューアーク       | アメリカ合衆国 |                        |
| バカルディ・ビル                                 | 1961年 | メキシコシティ     | メキシコ       |                        |
| ハイフィールド・ハウス・アパートメント           | 1961年 | ボルチモア         | アメリカ合衆国 |                        |
| ワン・チャールズ・センター                       | 1962年 | ボルチモア         | アメリカ合衆国 |                        |
| トゥーエル・スール・リーヴ                       | 1962年 | モントリオール     | カナダ         |                        |
| ホーム・フェデラル貯蓄貸付組合ビル               | 1962年 | デモイン           | アメリカ合衆国 |                        |
| 2400 レイクビュー・アパートメント                | 1963年 | シカゴ             | アメリカ合衆国 |                        |
| モリス・グリーンウォルド邸                       | 1963年 | ウェストン         | アメリカ合衆国 |                        |
| ラファイエット・パーク                           | 1963年 | デトロイト         | アメリカ合衆国 |                        |
| シカゴ大学社会福祉管理事務棟                     | 1965年 | シカゴ             | アメリカ合衆国 |                        |
| ドレイク大学メレディス・ホール                   | 1965年 | デモイン           | アメリカ合衆国 |                        |
| デュケイン大学リチャード・キング・メロン科学館   | 1968年 | ピッツバーグ       | アメリカ合衆国 |                        |
| ベルリン美術館 新ナショナルギャラリー            | 1968年 | ベルリン           | ドイツ         |                        |
| ウエストモント・スクエア・センター               | 1968年 | ウエストマウント   | カナダ         |                        |
| トロント・ドミニオン・センター                   | 1969年 | トロント           | カナダ         |                        |
| ナン島のガソリンスタンド                         | 1969年 | モントリオール     | カナダ         |                        |
| ワン・イリノイ・センター                         | 1970年 | シカゴ             | アメリカ合衆国 |                        |
| マーティン・ルーサー・キング・ジュニア記念図書館 | 1972年 | ワシントンD.C.     | アメリカ合衆国 |                        |
| IBMオフィスビル                                  | 1973年 | シカゴ             | アメリカ合衆国 |                        |
| シカゴ連邦センター                               | 1973年 | シカゴ             | アメリカ合衆国 |                        |
| ヒューストン美術館ブラウン・パビリオン増築       | 1974年 | ヒューストン       | アメリカ合衆国 |                        |

### 家具
- 1927年 MRダイニングチェア
- 1929年 バルセロナチェア
- 1930年 ブルノチェア
- 1930年 トゥーゲントハット・アームチェア
- 1932年 MRシェーズロング

### 記念碑
- スパルタクス団のローザ・ルクセンブルクとカール・リープクネヒトのための記念碑（革命記念碑）を設計。しかし、1935年にナチスにより破壊され、現存しない[3]。

### 起用されなかった作品
- ゲルマニア計画 - ナチスに嫌われたバウハウス出身であったが、ベルリン改造計画デザイン担当候補に最後まで挙がっていた。

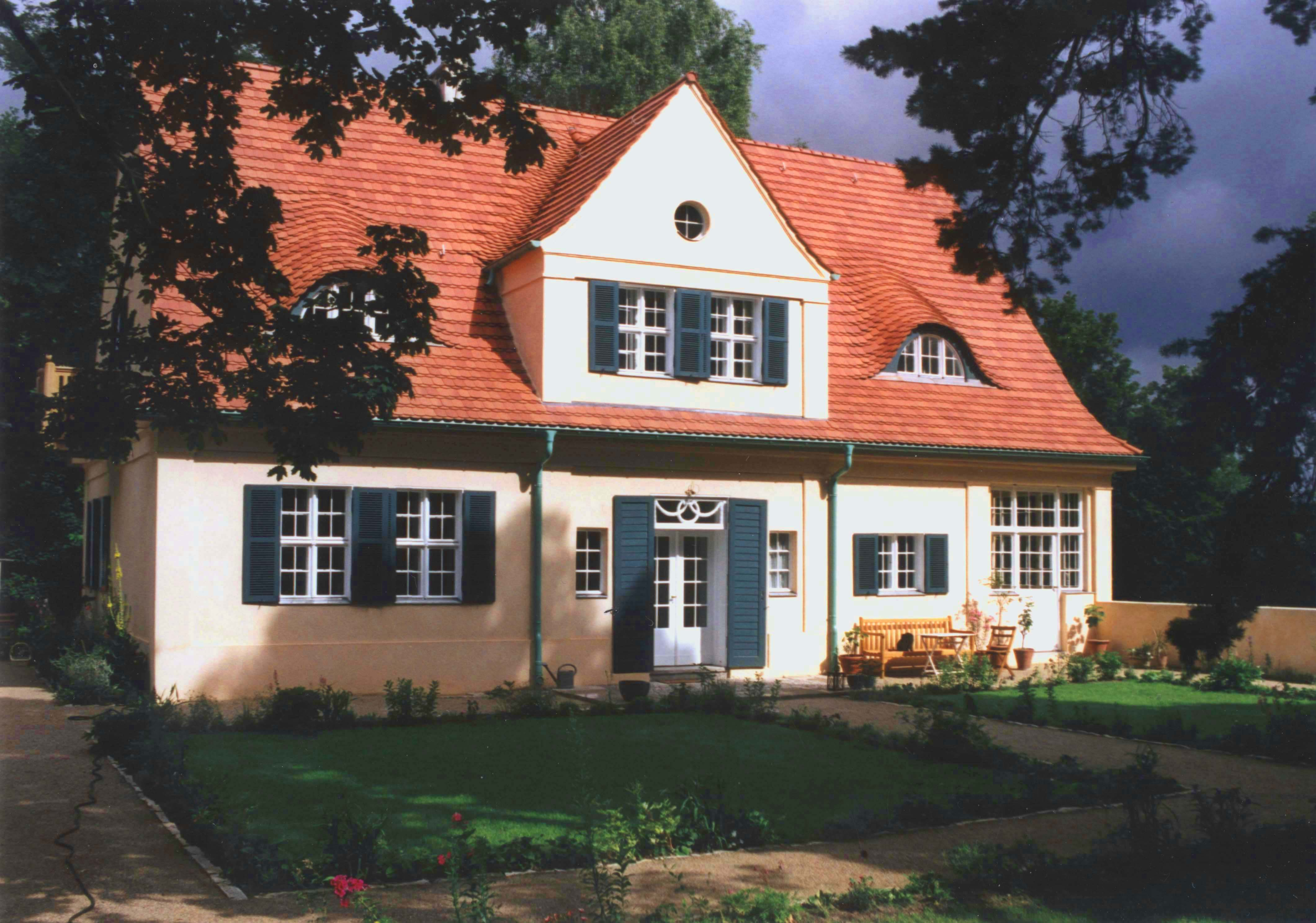
リール邸
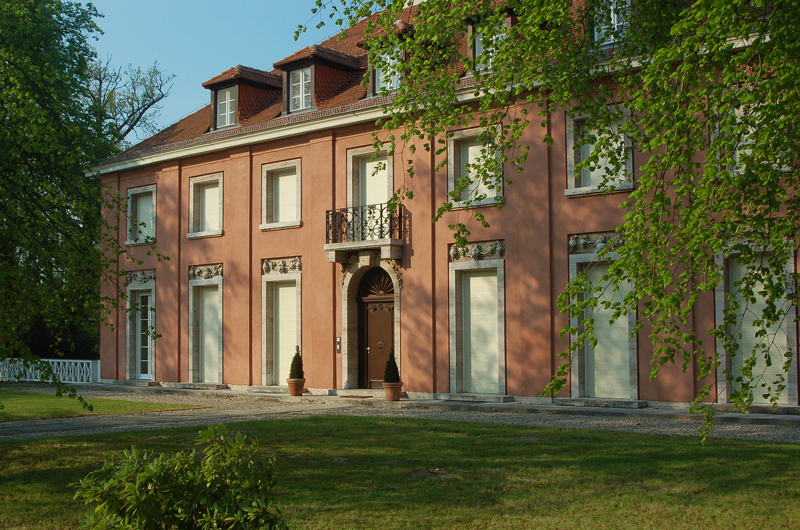
ウルヴィッヒ邸
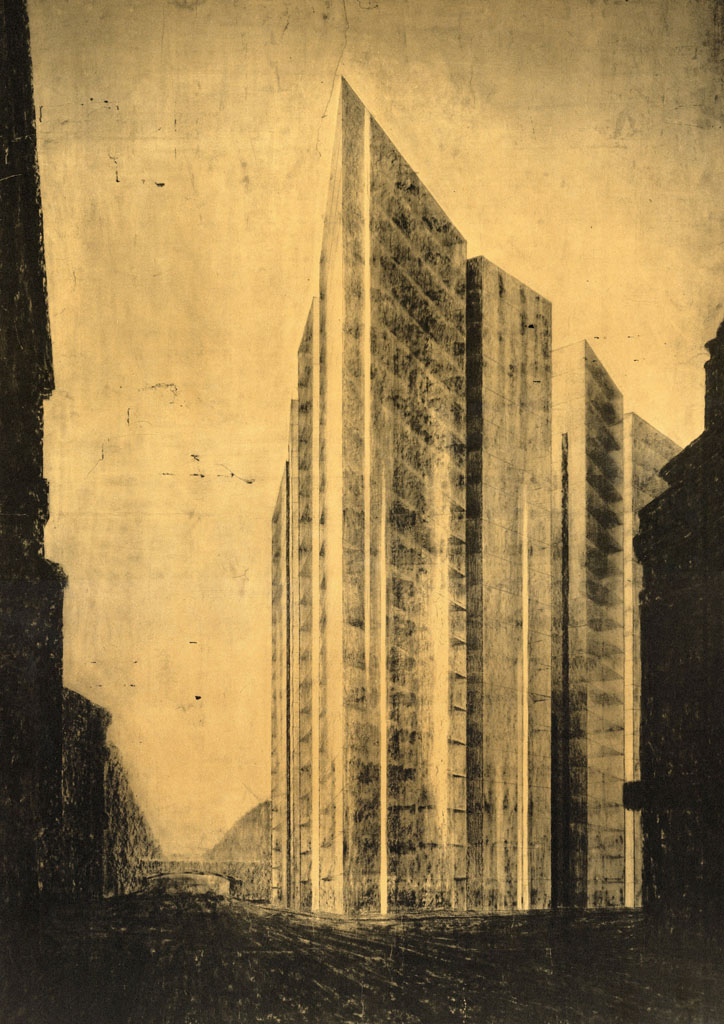
フリードリヒ街のオフィスビル案
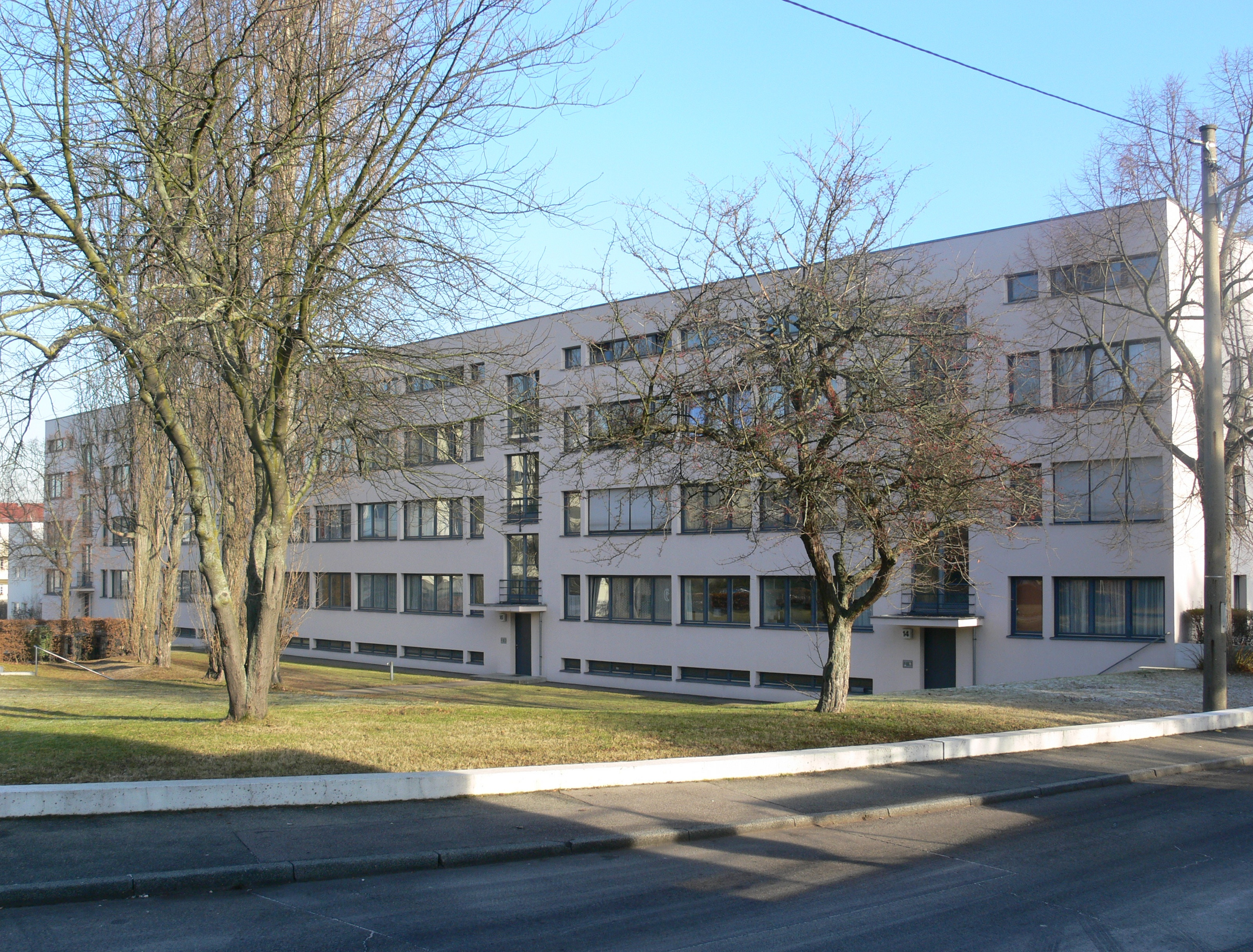
ヴァイセンホーフ・ジードルング
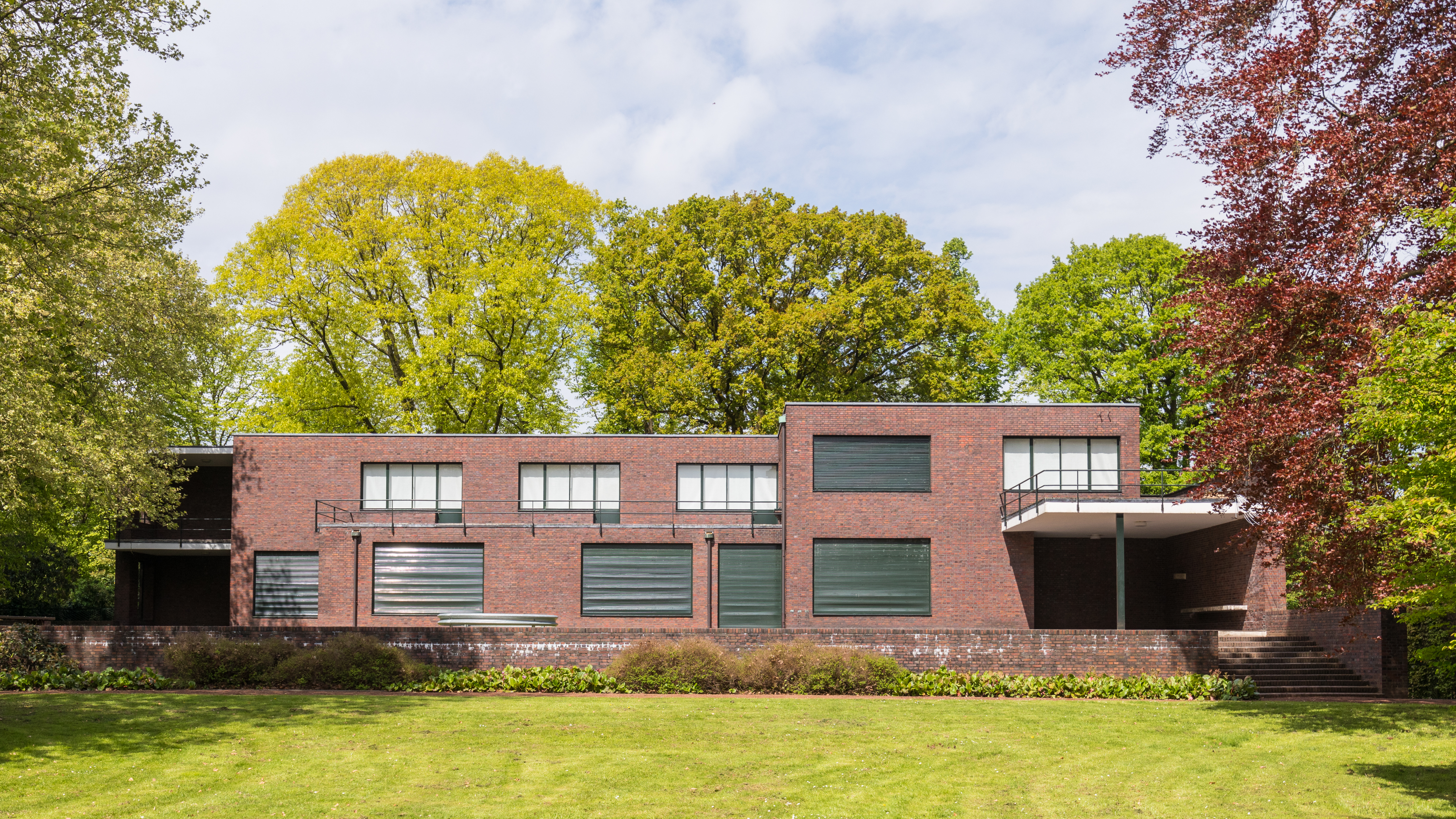
ランゲ邸
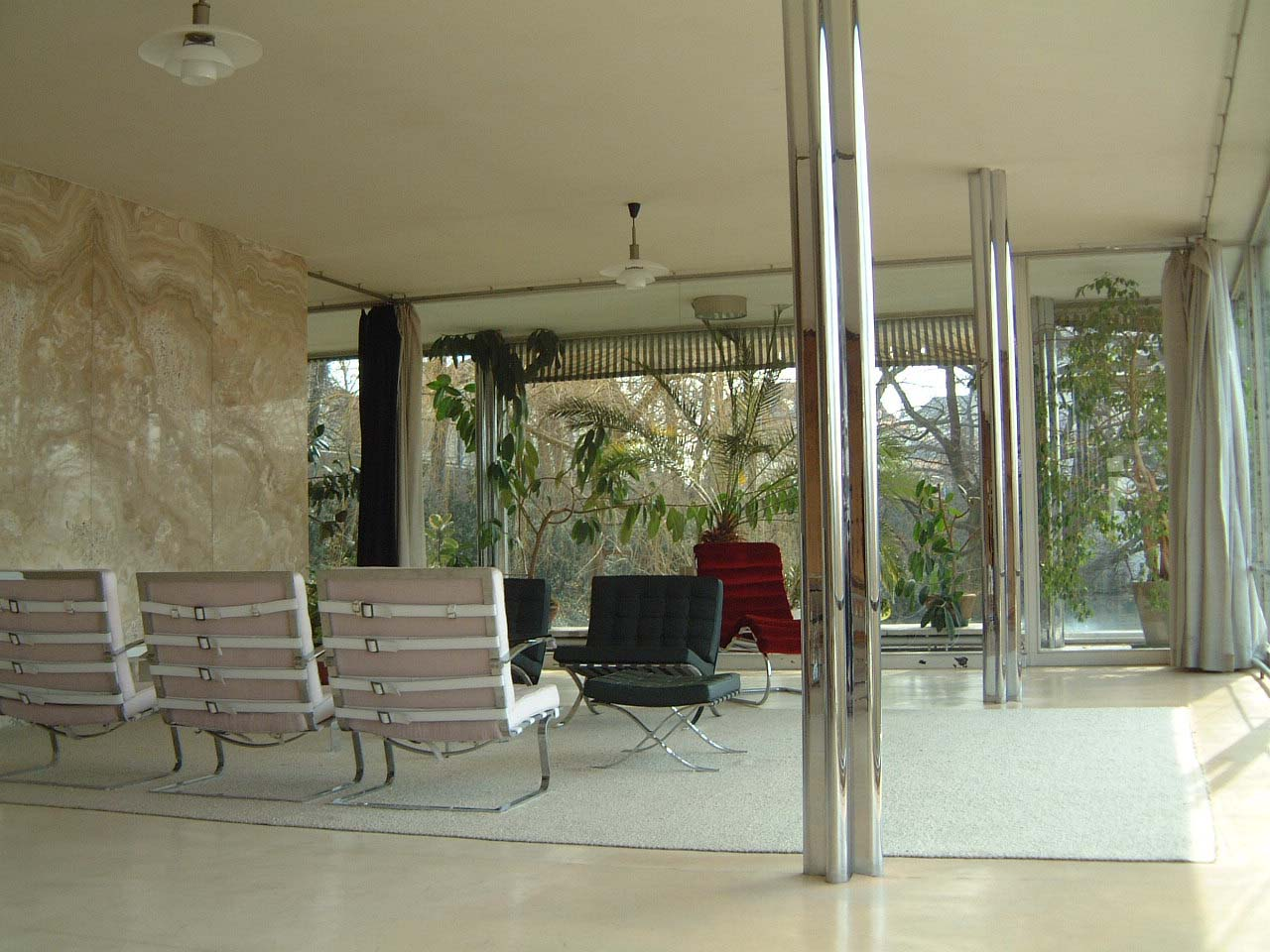
トゥーゲントハット邸
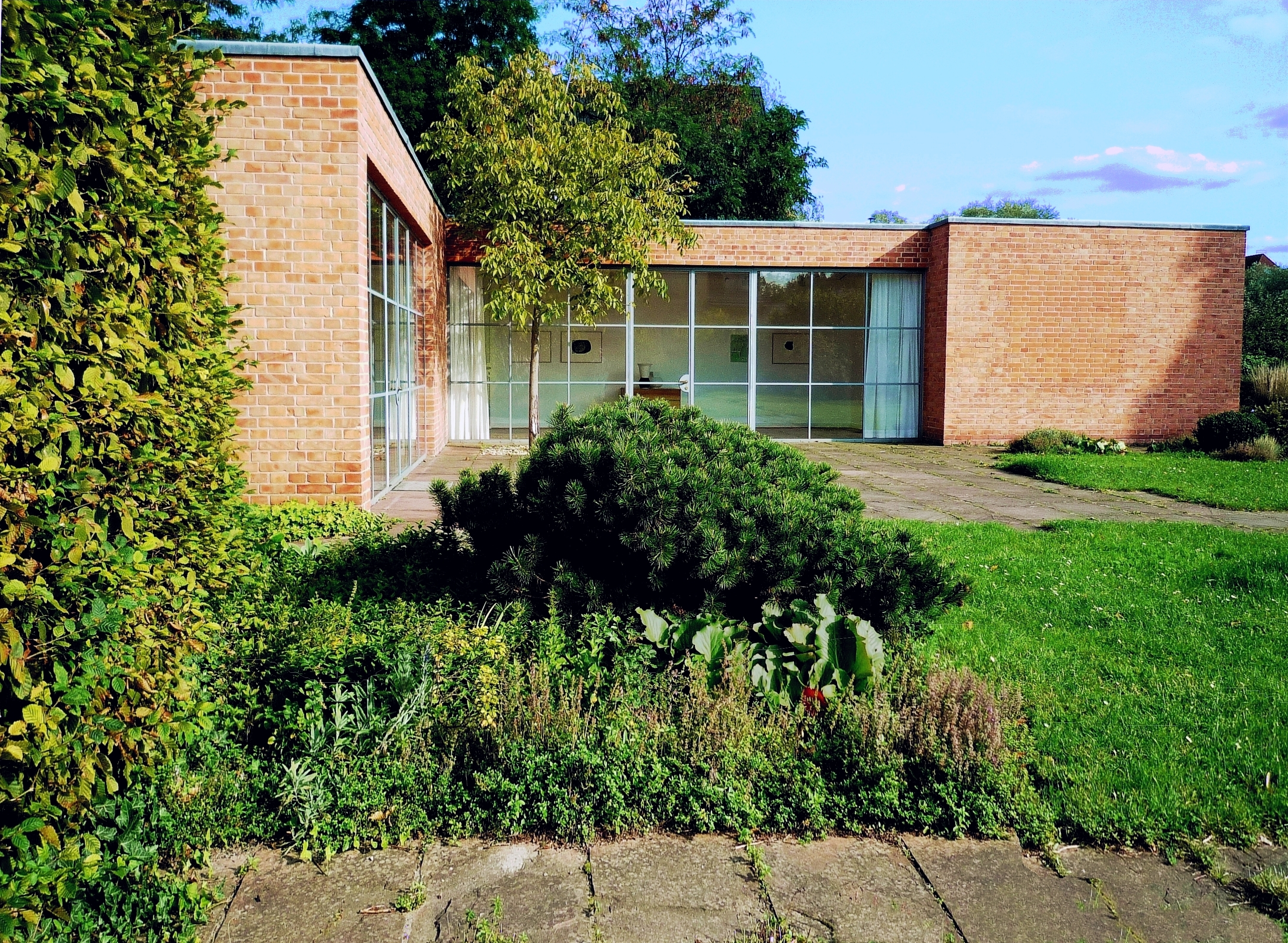
レムケ邸
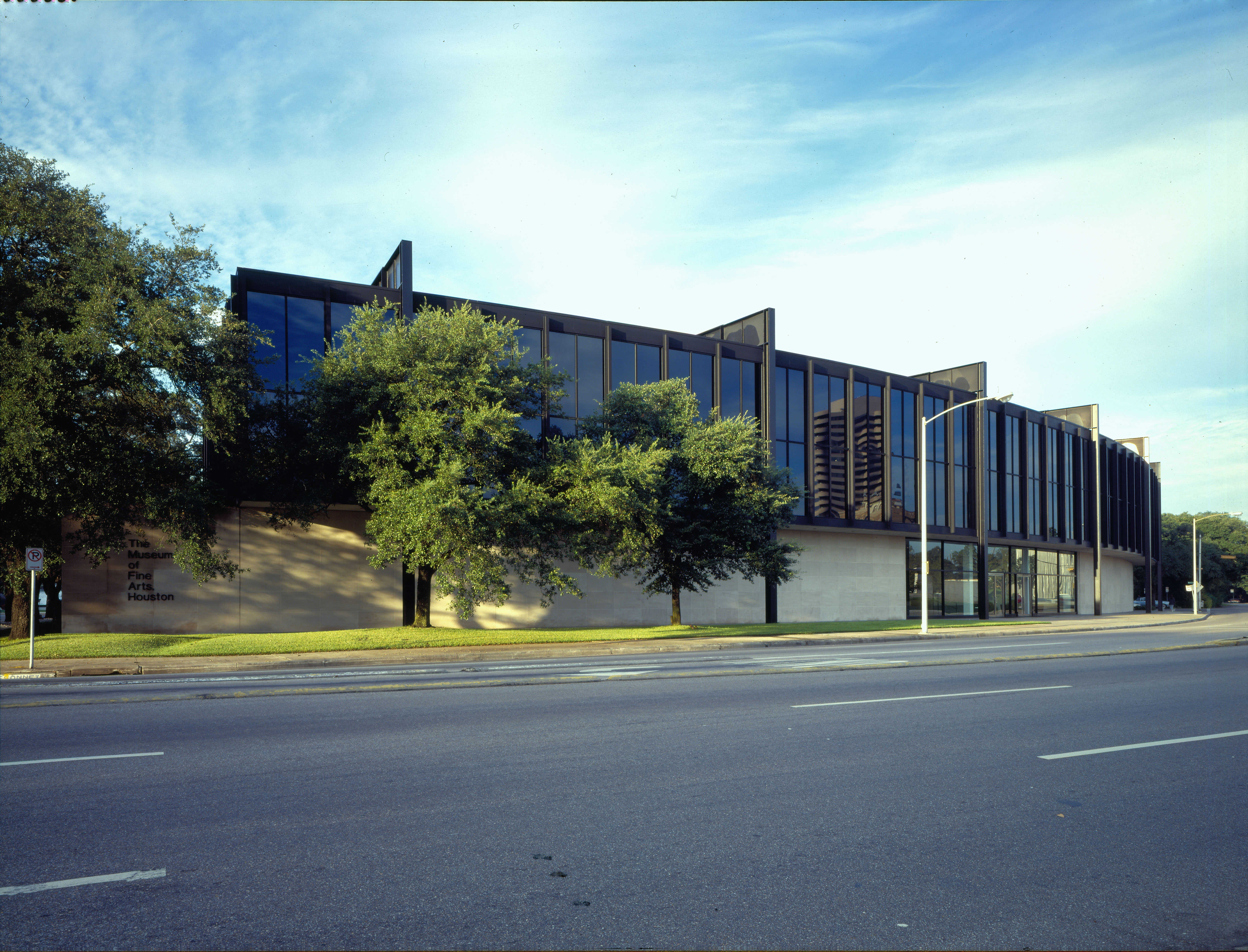
ヒューストン美術館キャロライン・ワイス・ロウ棟
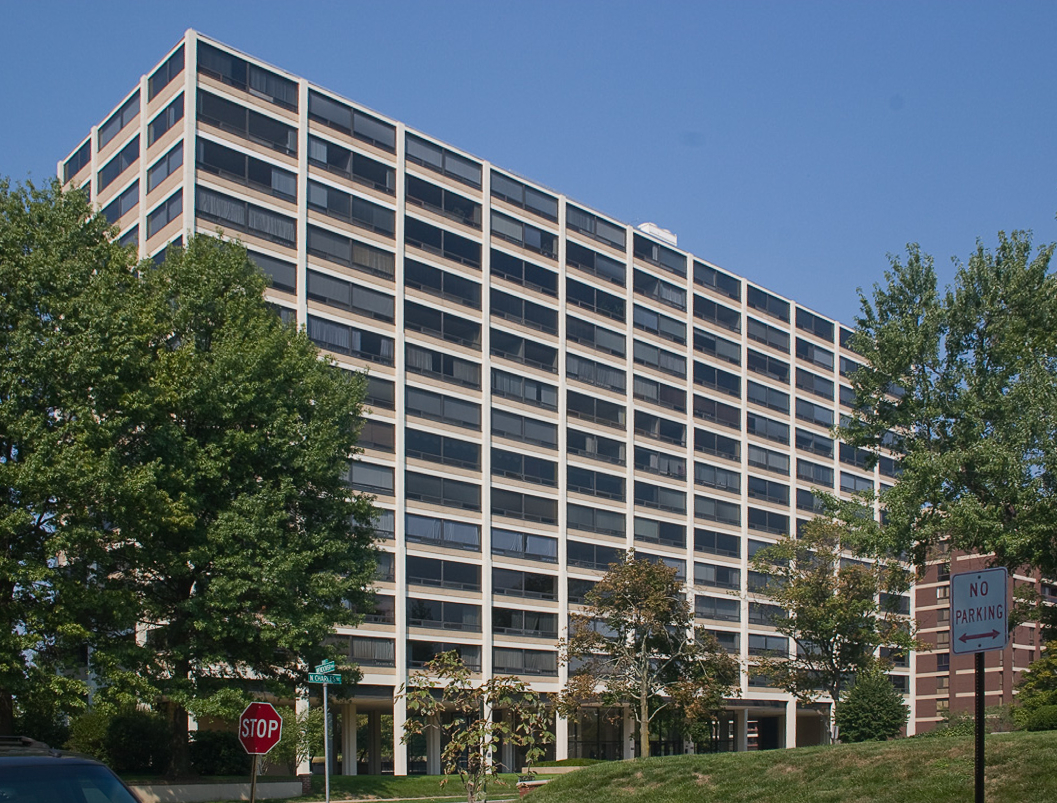
ハイフィールド・ハウス・アパートメント
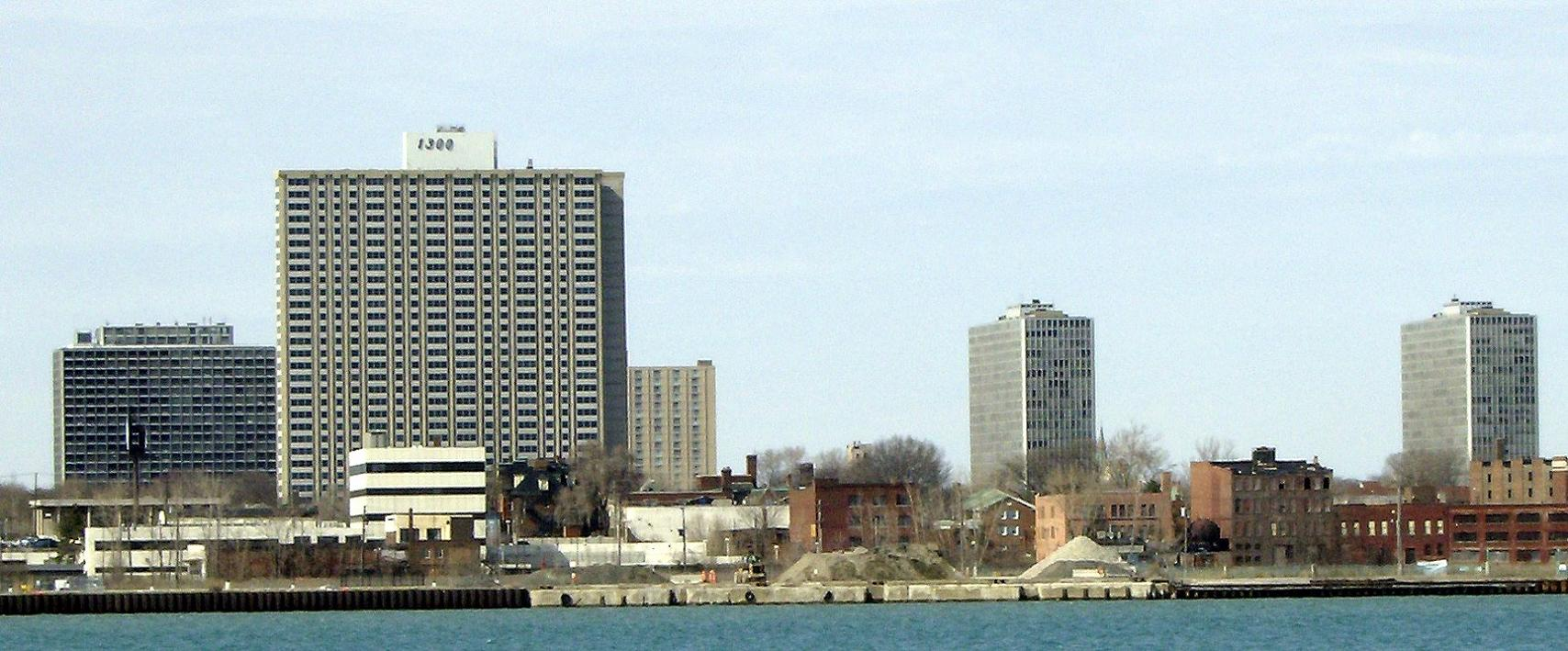
ラファイエット・パーク
マーティン・ルーサー・キング・ジュニア記念図書館
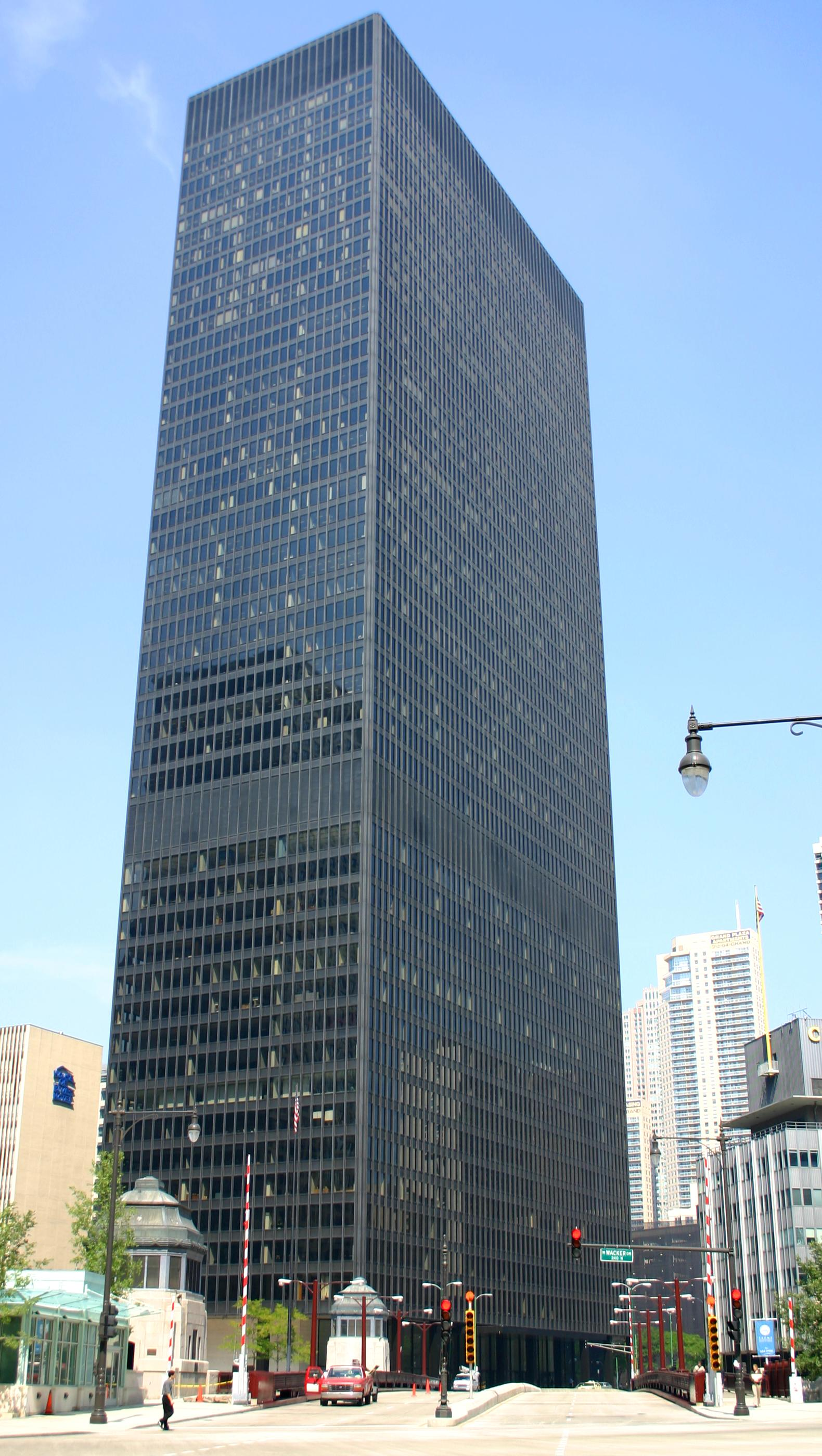
IBMオフィスビル

## 日本語文献

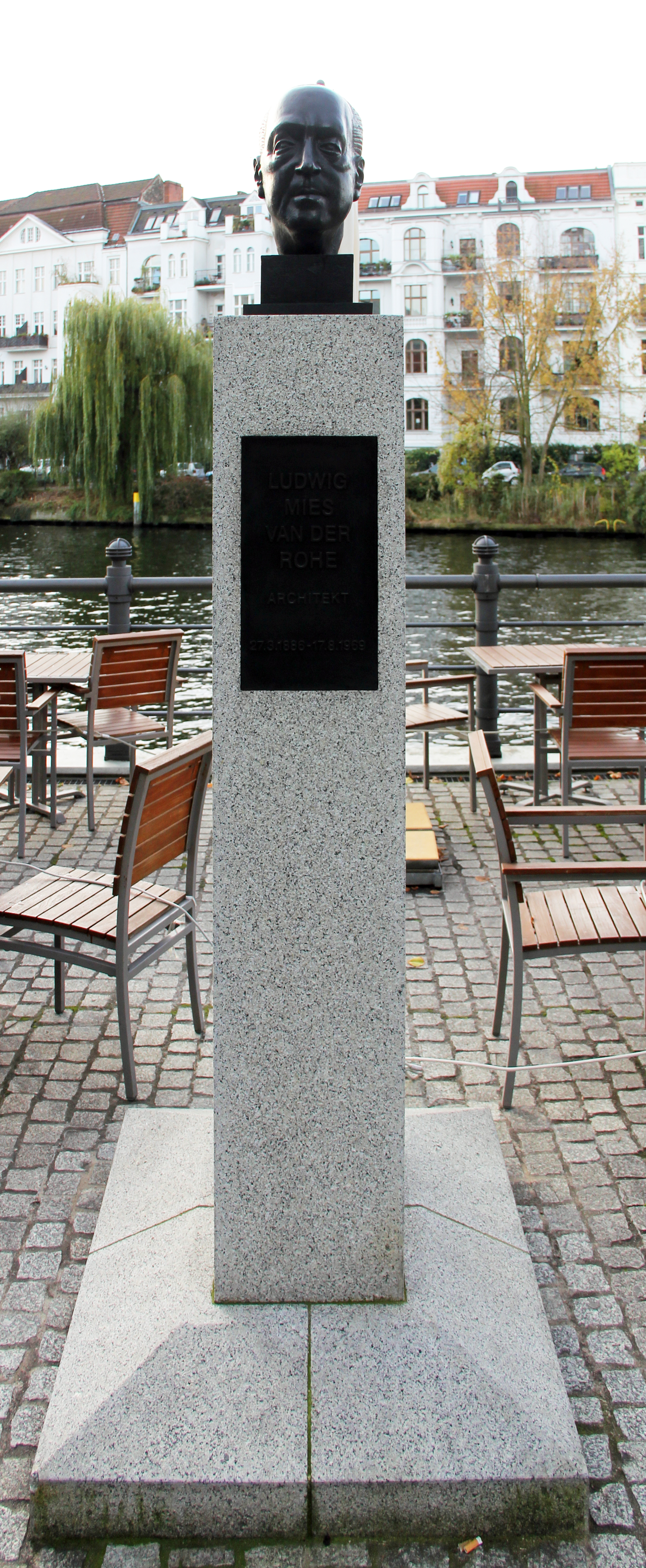
胸像

### 評伝文献（1980年代以降刊）
- 『評伝ミース・ファン・デル・ローエ』 フランツ・シュルツ
　澤村明訳、鹿島出版会、1987年／新装版2006年 - 美術史家による大著
- 『テクトニック・カルチャー 19–20世紀建築の構法の詩学』 ケネス・フランプトン
　松畑強+山本想太郎訳、TOTO出版、2002年
- 『ミース再考 その今日的意味』 ケネス・フランプトン、デイヴィット・スペースほか
　澤村明ほか訳、鹿島出版会「SDライブラリー」、1992年。「SD選書」、2006年
- 『ミース・ファン・デル・ローエ』 デイヴィッド・スペース、平野哲行訳、鹿島出版会〈SD選書〉、1988年
- 『ミース・ファン・デル・ローエ 真理を求めて』 高山正實、鹿島出版会、2006年

図版解説多数、著者はミースに師事、SOM事務所で設計に従事。
- 『ミース・ファン・デル・ローエの建築言語』 渡辺明次、工学図書、2003年 - 著者はミース事務所勤務
- 『ミースという神話 ユニヴァーサル・スペースの起源』 八束はじめ、彰国社、2001年
- 『ミース・ファン・デル・ローエの戦場 その時代と建築をめぐって』 田中純、彰国社、2000年
- 『ミース・ファン・デル・ローエ』 上田義彦撮影、鹿島出版会、2012年 - 大著の写真集
- 『ミース、オーダー、黄金比 ミース・ファン・デル・ローエの建築理念を辿る』佐野潤一、丸善プラネット、2015年、新たなミース像

### 入門書ほか

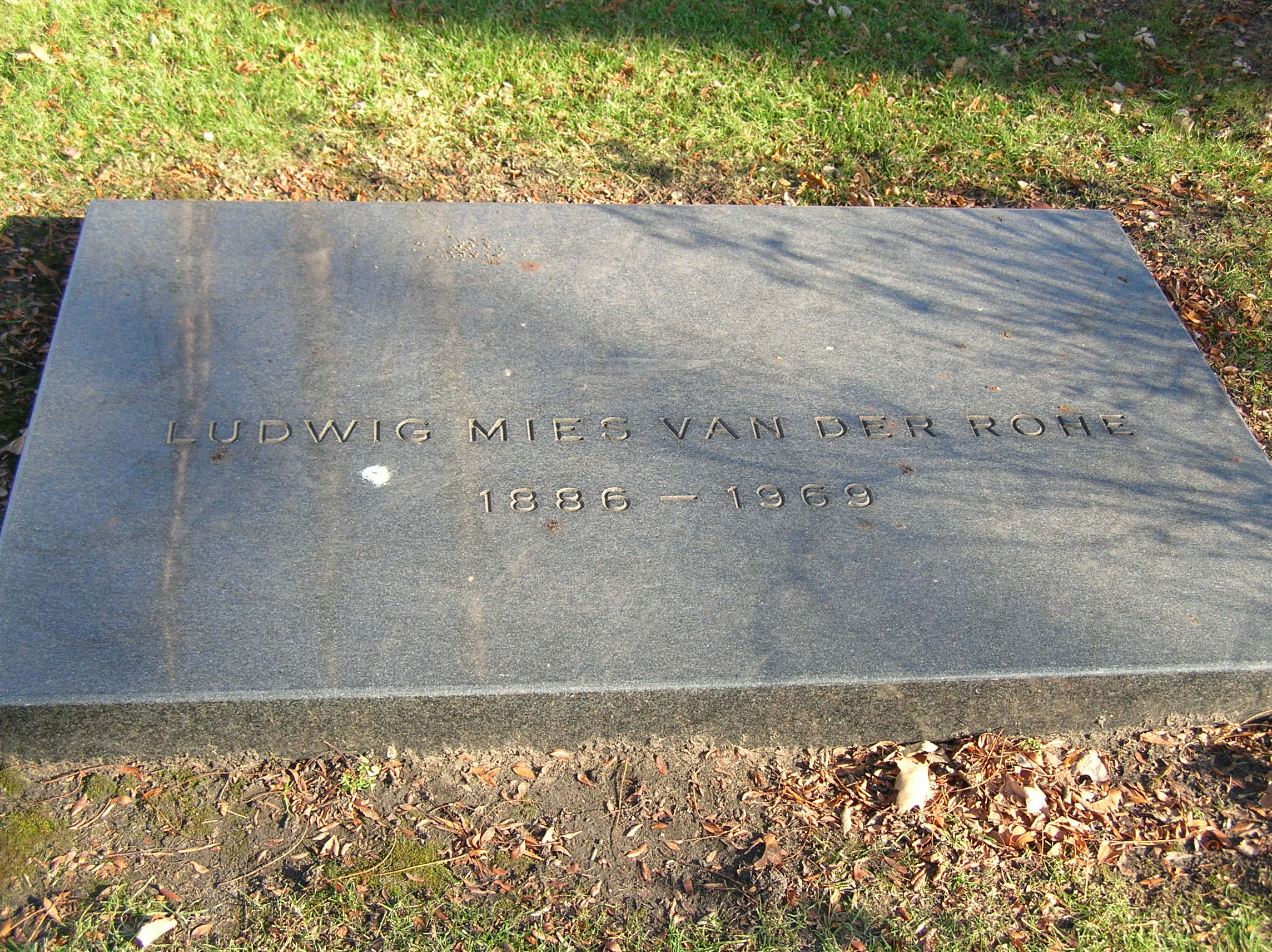
墓

- 墓『ミース・ファン・デル・ローエ 建築家の講義』 小林克弘訳、丸善、2009年
 1955年と1964年に、自らの建築理念を語った対話録、小著。
- 『20世紀建築の3大巨匠＋バウハウス』－入門書、写真図版多数
 マガジンハウスムック、2002年／改訂版2006年
- 『ミース・ファン・デル・ローエ 1886－1969 空間の構造』－入門書、写真多数
 クレア・ジマーマン文／Chizuru Ono(大野千鶴)訳、タッシェン・ジャパン(Taschen Japan)、2007年
- 『トゥーゲントハット邸 ― 建築家 ミース・ファン・デル・ローエ』
 栗田仁文／宮本和義撮影 シリーズ World Architecture、バナナブックス、2008年
- 『ファーンズワース邸　ミース・ファン・デル・ローエ』 後藤武、東京書籍、2015年

### 刊行が古い文献
- 『巨匠ミースの遺産』 山本学治・稲葉武司共著（彰国社、1970年、新装版2014年）- 下記と共に多数重版
- 『現代建築の巨匠 20世紀の空間を創造した人びと』 ピーター(ペーター)・ブレイク
　田中正雄・奥平耕造共訳（彰国社、1963年、新版1995年ほか）
　※ 他にル・コルビュジェと、フランク・ロイド・ライトの三大巨匠を扱う。
- 『ミース・ファン・デル・ローエ　現代建築家シリーズ』 二川幸夫写真、浜口隆一文、渡辺明次解説（美術出版社、1968年）- ※以下は主に写真集
- 『ミース・ファン・デル・ローエ』 ワーナー・ブレイザー編・解説、渡辺明次訳（A.D.A.EDITA Tokyo、1976年）
- 『ミースの家具　現代の家具シリーズ 5』 ワーナー・ブレイザー編・解説、長尾重武訳（A.D.A.EDITA Tokyo、1981年）
- 『GA.75 ミース・ファン・デル・ローエ バルセロナ・パヴィリオン／トゥーゲントハート邸』 二川幸夫企画・撮影、フリッツ・ノイマイヤー文（A.D.A.EDITA Tokyo、1995年）
  - 改訂版『世界現代住宅全集24 トゥーゲントハート邸』 二川由夫編・解説（2016年）
- 『GA.27 ミース・ファン・デル・ローエ ファンズワース邸』 二川幸夫企画・撮影、ルゥドウィッグ・グレイサー文（A.D.A.EDITA Tokyo、1974年）
  - 改訂版『世界現代住宅全集30 ファンズワース邸』 二川由夫編・解説（2020年）
- 『GA.14 ミース・ファン・デル・ローエ クラウン・ホール／ベルリン国立近代美術館』二川幸夫企画・撮影、ルゥドウィッグ・グレイサー文 （A.D.A.EDITA Tokyo、1972年）

### 設計図・設計論集
- 『ミース・ファン・デル・ローエ ファンズワース邸』 ダーク・ローハン文、北村修一製図
　GA.DETAIL.1（ディテール1号）、A.D.A.EDITA Tokyo、改訂新版2015年（初版1976年、新版2000年）
- 『ミース・ファン・デル・ローエ イリノイ工科大学クラウンホール』「世界建築設計図集34」同朋舎、1984年
- 『バルセロナ・パヴィリオンの空間構成の方法』 高砂正弘、パレードブックス、2009年